# Serum prawdy
Serum prawdy – określenie substancji psychoaktywnej zwiększającej szansę na uzyskanie informacji od człowieka, który nie może lub nie chce ich ujawnić. Środki tego typu używane są w niektórych państwach w trakcie przesłuchań przez policję i służby specjalne, choć prawo międzynarodowe tego zakazuje, traktując to jako formę tortur. Do środków wykorzystywanych jako serum prawdy należą tiopental (pentotal sodu), skopolamina, LSD, amytal sodu.
W czasie II wojny światowej na więźniach Dachau i Auschwitz wypróbowywano w tym charakterze meskalinę.
W starożytności jako eliksir prawdy traktowano alkohol, co przetrwało w powiedzeniu In vino veritas (łac. w winie prawda).